# Teatro di San Carlo

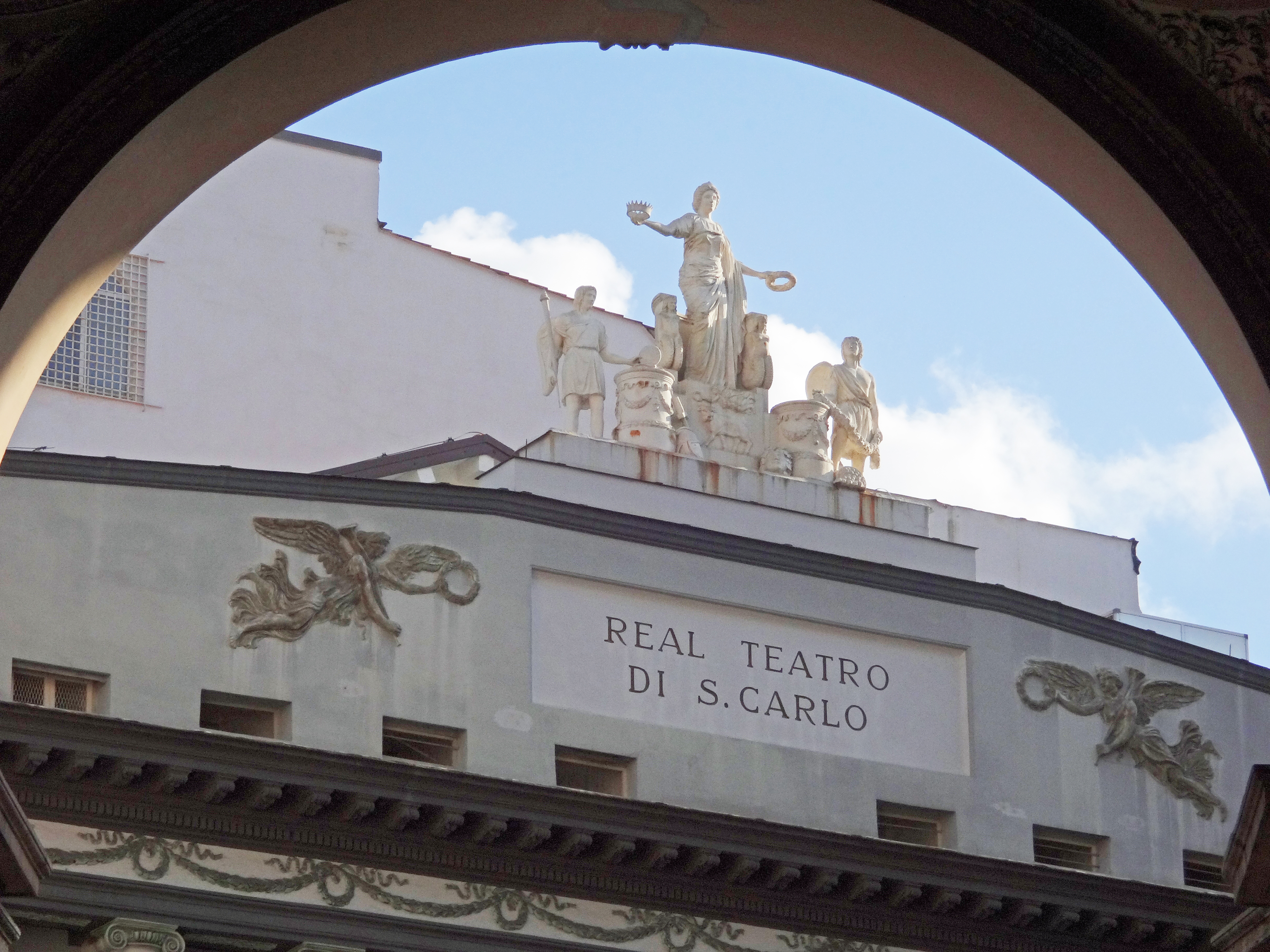
Planta superior del Teatro di San Carlo

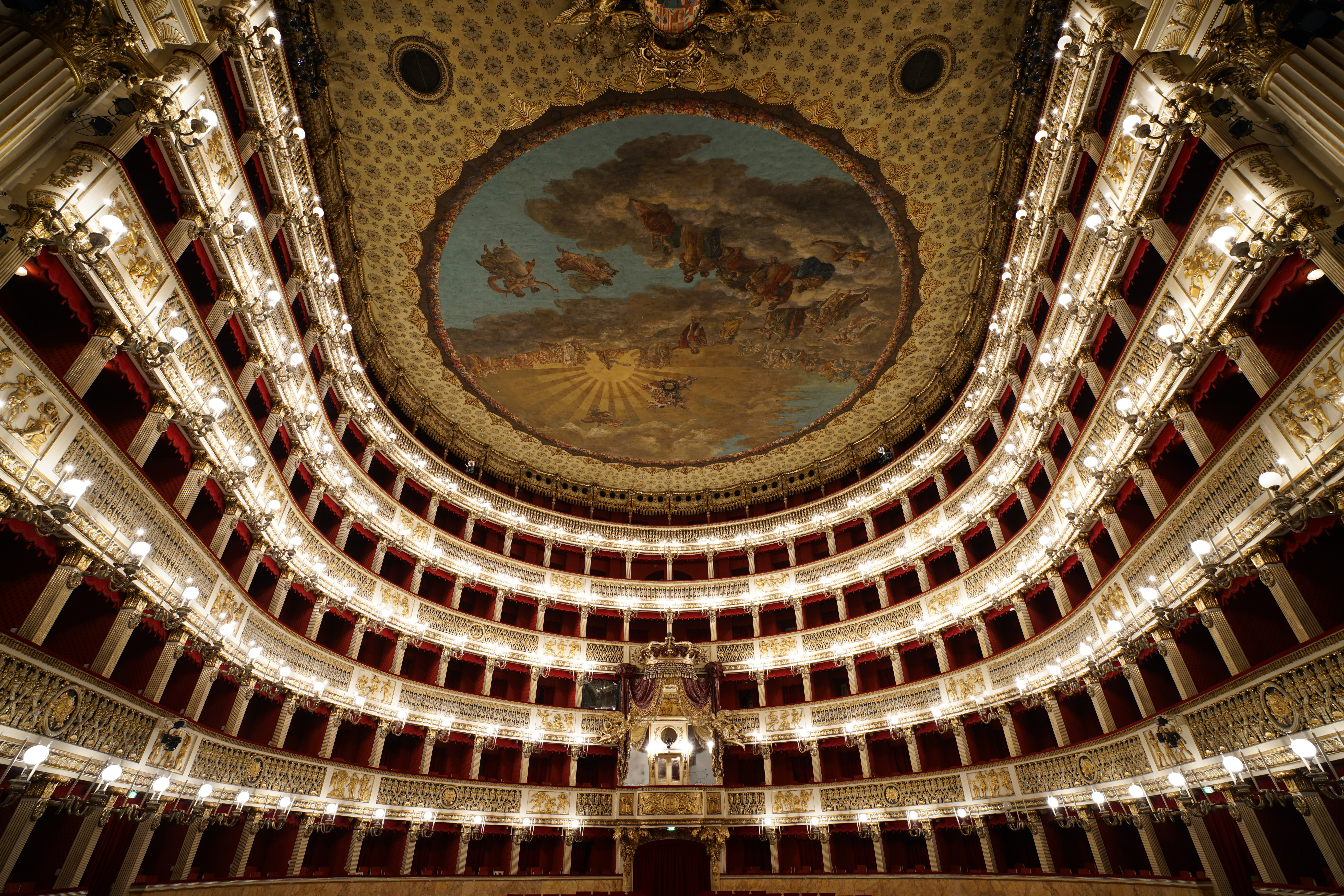
Vista interior del palco real

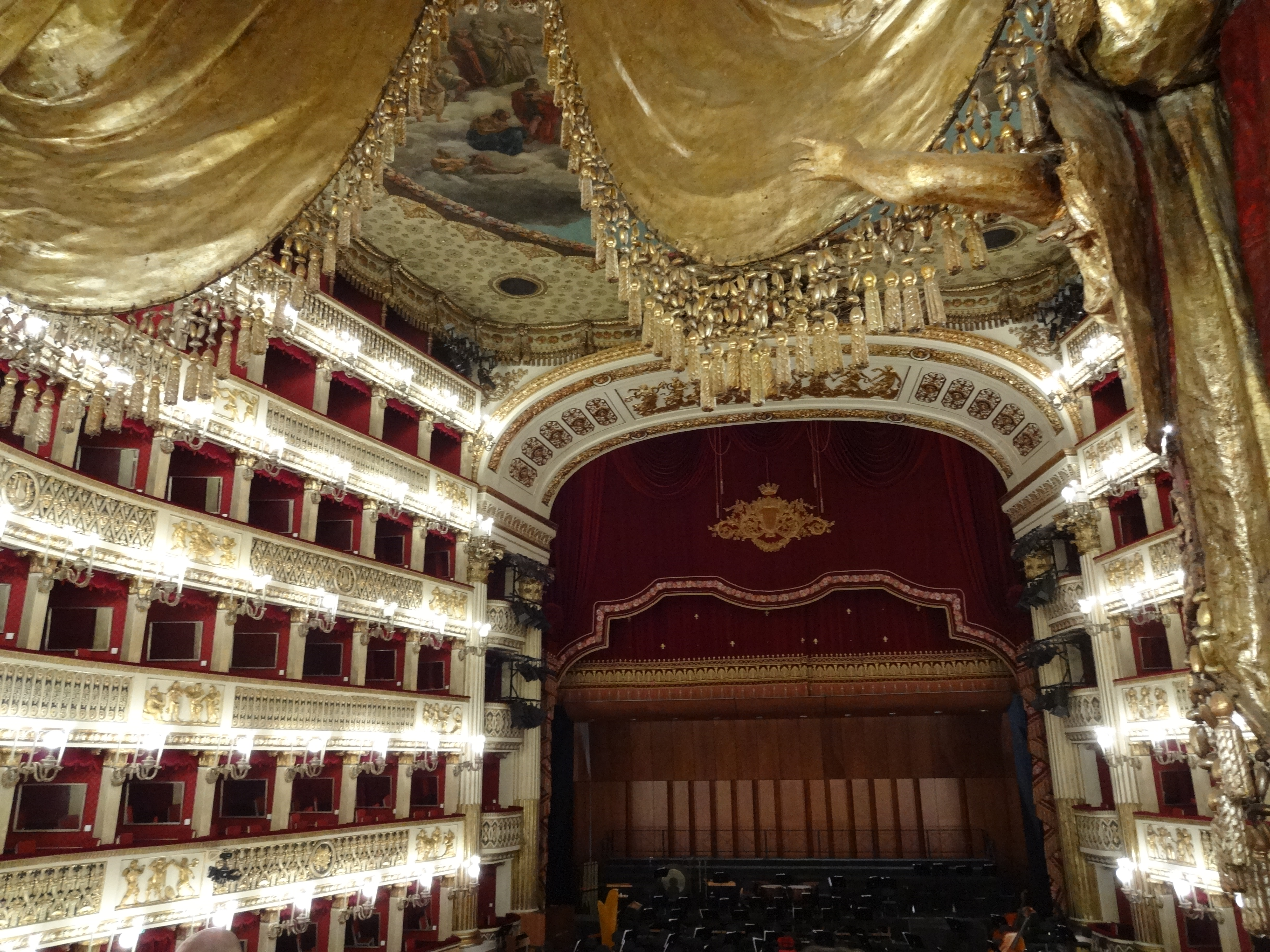
Vista desde el palco real

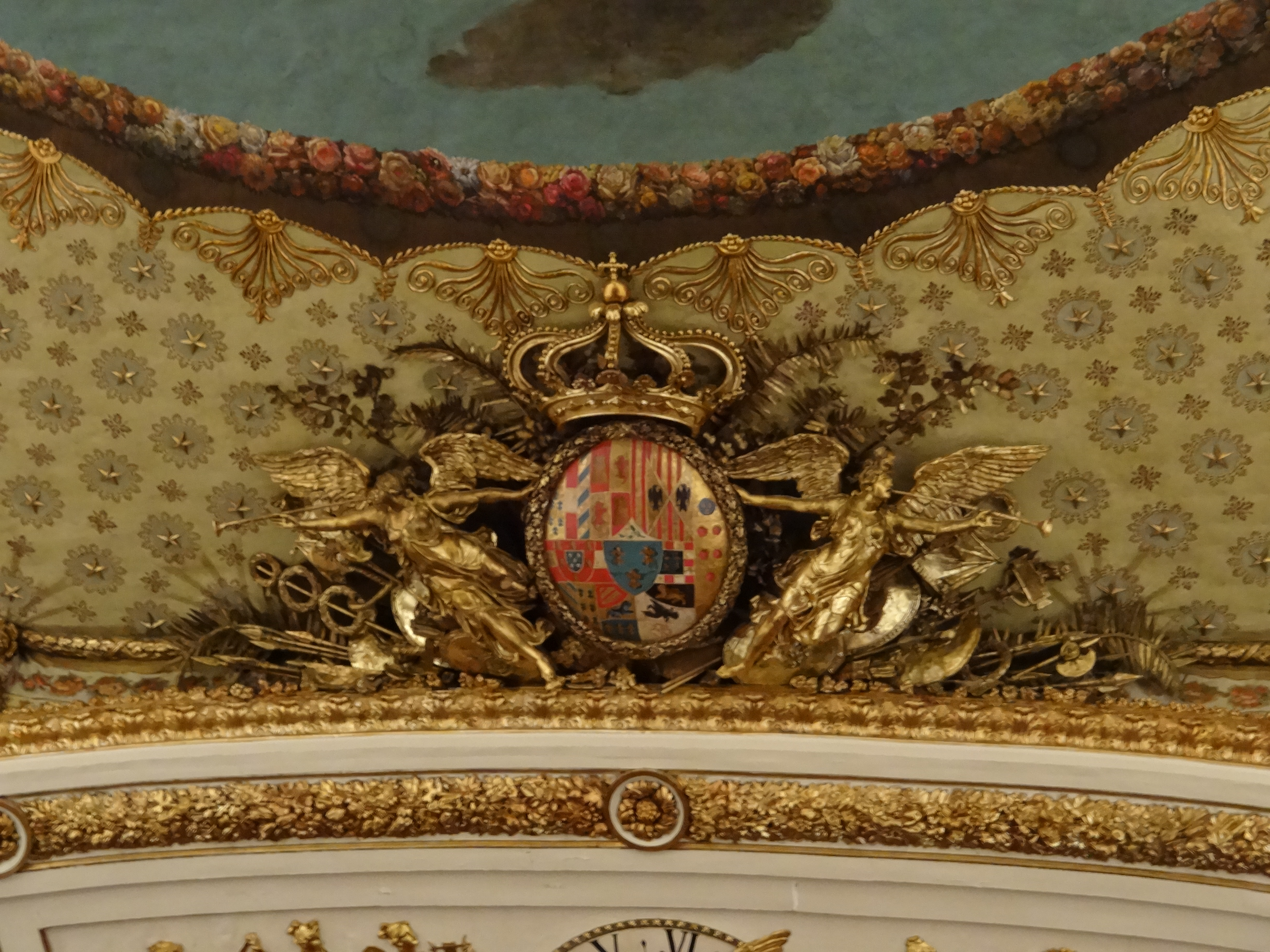
Escudo real sobre el proscenio

El Real Teatro di San Carlo ("Teatro Real de San Carlos"), como fue bautizado originalmente por la monarquía borbónica pero hoy conocido simplemente como Teatro (di) San Carlo, es un teatro de ópera de Nápoles, Italia, conectado al Palacio Real y adyacente a la Piazza del Plebiscito. Es el teatro de ópera en activo más antiguo del mundo, ya que abrió sus puertas en 1737, décadas antes que La Scala de Milán o La Fenice de Venecia.
La temporada de ópera va de finales de noviembre a julio, y la de ballet, de diciembre a principios de junio. El teatro llegó a tener un aforo de 3285 localidades, pero en la actualidad se ha reducido a 1386. Por su tamaño, estructura y antigüedad, fue el modelo para los teatros que se construyeron posteriormente en Europa.

## Historia
Por encargo del rey Borbón Carlos VII de Nápoles (Carlo VII en italiano), Carlos quería dotar a Nápoles de un teatro nuevo y más grande que sustituyera al viejo, ruinoso y demasiado pequeño Teatro San Bartolomeo de 1621, que había servido bien a la ciudad, especialmente después de que Scarlatti se trasladara allí en 1682 y comenzara a crear un importante centro operístico que existió hasta bien entrado el siglo XVIII.
Así, el San Carlo se inauguró el 4 de noviembre de 1737, onomástica del rey, con el espectáculo de la ópera Achille in Sciro, de Domenico Sarro, que se basaba en el libreto de Metastasio de 1736 al que Antonio Caldara había puesto música ese mismo año. Como era habitual, el papel de Aquiles fue interpretado por una mujer, Vittoria Tesi, llamada "Moretta"; la ópera también contó con la soprano Anna Peruzzi, llamada "la Parrucchierina" y el tenor Angelo Amorevoli. Sarro también dirigió la orquesta en dos ballets a modo de intermezzi, creados por Gaetano Grossatesta, con escenas diseñadas por Pietro Righini. Las primeras temporadas pusieron de relieve la preferencia real por los números de danza, y contaron entre los intérpretes con famosos castrati.
A finales del siglo XVIII, Christoph Willibald Gluck fue llamado a Nápoles por el empresario Tufarelli para dirigir en el teatro su Clemenza di Tito de 1752, y Johann Christian Bach trajo en 1761-62 dos óperas, Catone in Utica y Alessandro nell'Indie.

### 1737: Construcción del Teatro di San Carlo
El nuevo teatro de ópera fue diseñado por Giovanni Antonio Medrano, arquitecto militar, y Angelo Carasale, antiguo director del San Bartolomeo. El auditorio en forma de herradura es el más antiguo del mundo. Se construyó con un coste de 75.000 ducados. La sala medía 28,6 metros de largo y 22,5 metros de ancho, con 184 palcos, incluidos los de proscenio, dispuestos en seis órdenes, más un palco real con capacidad para diez personas, para un total de 1.379 asientos. Incluyendo la sala de pie, el teatro podía albergar a más de 3.000 personas. El compositor y violinista Louis Spohr revisó muy a fondo el tamaño y las propiedades acústicas de este teatro de ópera el 15 de febrero de 1817 y llegó a la conclusión de que:

no hay mejor lugar para el ballet y la pantomima. Los movimientos militares de infantería y caballería, las batallas y las tormentas en el mar pueden representarse aquí sin caer en lo ridículo. Pero para la ópera, propiamente dicha, la casa es demasiado grande. Aunque los cantantes, la signora Isabella Colbran, [Prima Donna de la compañía de ópera del Teatro San Carlo y futura esposa de Rossini], y los signori Nozzari, Benedetti, etc., tienen voces muy fuertes, solo se oían sus tonos más agudos y estentóreos. Se perdía cualquier tipo de expresión tierna.

Muy admirado por su arquitectura, sus decoraciones doradas y la suntuosa tapicería azul (el azul y el dorado eran los colores oficiales de los Borbones), el San Carlo era ahora el teatro de ópera más grande del mundo. En relación con el poder del Reino Borbón de las Dos Sicilias existente, Beauvert señala que el diseño de la casa, con sus 184 palcos carentes de cortinas era para que "nadie pudiera evitar el escrutinio del soberano" que tenía su acceso privado desde el Palacio Real.
En 1809, Domenico Barbaia fue nombrado director de los teatros reales de ópera de Nápoles y permaneció en el cargo hasta 1841. Pronto se labró una reputación por sus producciones innovadoras y deslumbrantes, que atraían tanto al público como a los principales cantantes al teatro de ópera.

### Edad dorada

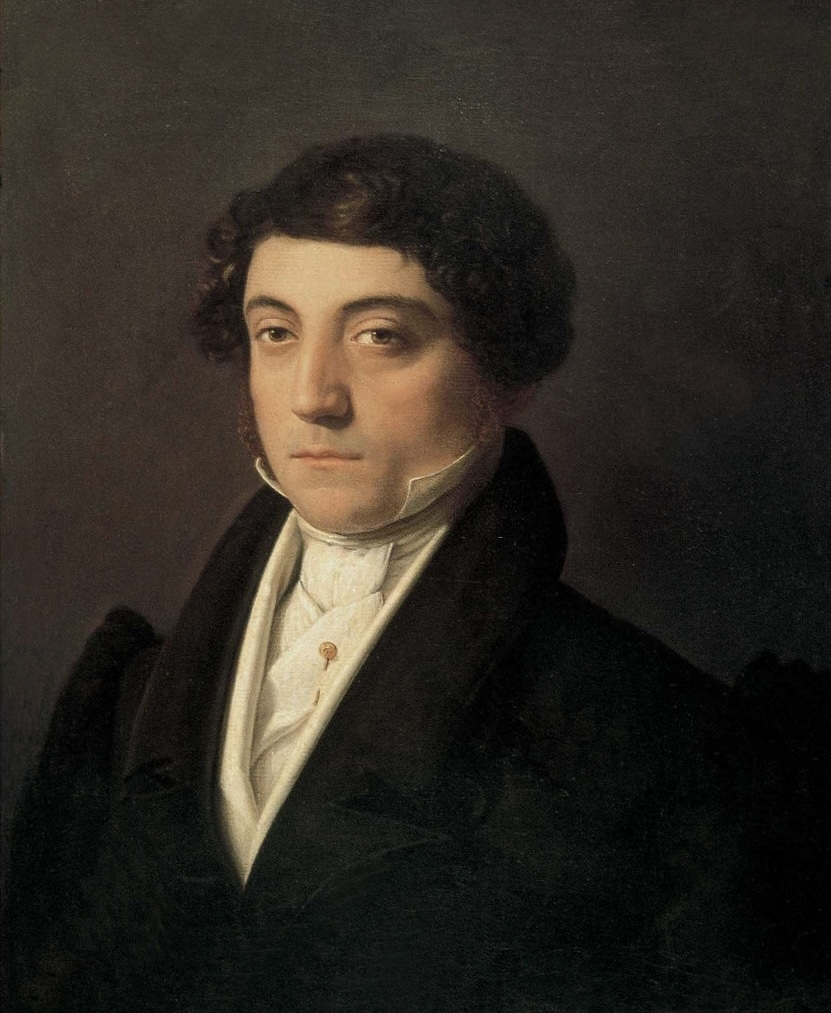
Gioachino Rossini.

En la primera mitad del siglo XIX, Domenico Barbaja, el empresario que administraba el teatro, contrató a Gioachino Rossini, compositor y director artístico de los Teatros Reales de música.
Rossini se quedó en Nápoles entre 1815 y 1822; y escribió Elisabetta, regina d'Inghilterra, Otello, Armida, Mosè in Egitto, Ricciardo e Zoraide, Ermione, La donna del lago, Maometto secondo y Zelmira.
Habiéndose marchado Rossini, Barbaja contrató a Gaetano Donizetti, que vivió en la ciudad entre 1822 y 1838, período en el que compuso dieciséis obras. Algunas de ellas son Roberto Devereux,  y la famosísima Lucía de Lammermoor. Pocos años después de la partida de Donizetti, Barbaja quiso contratar a Vincenzo Bellini, pero este prefirió irse a la Scala de Milán.

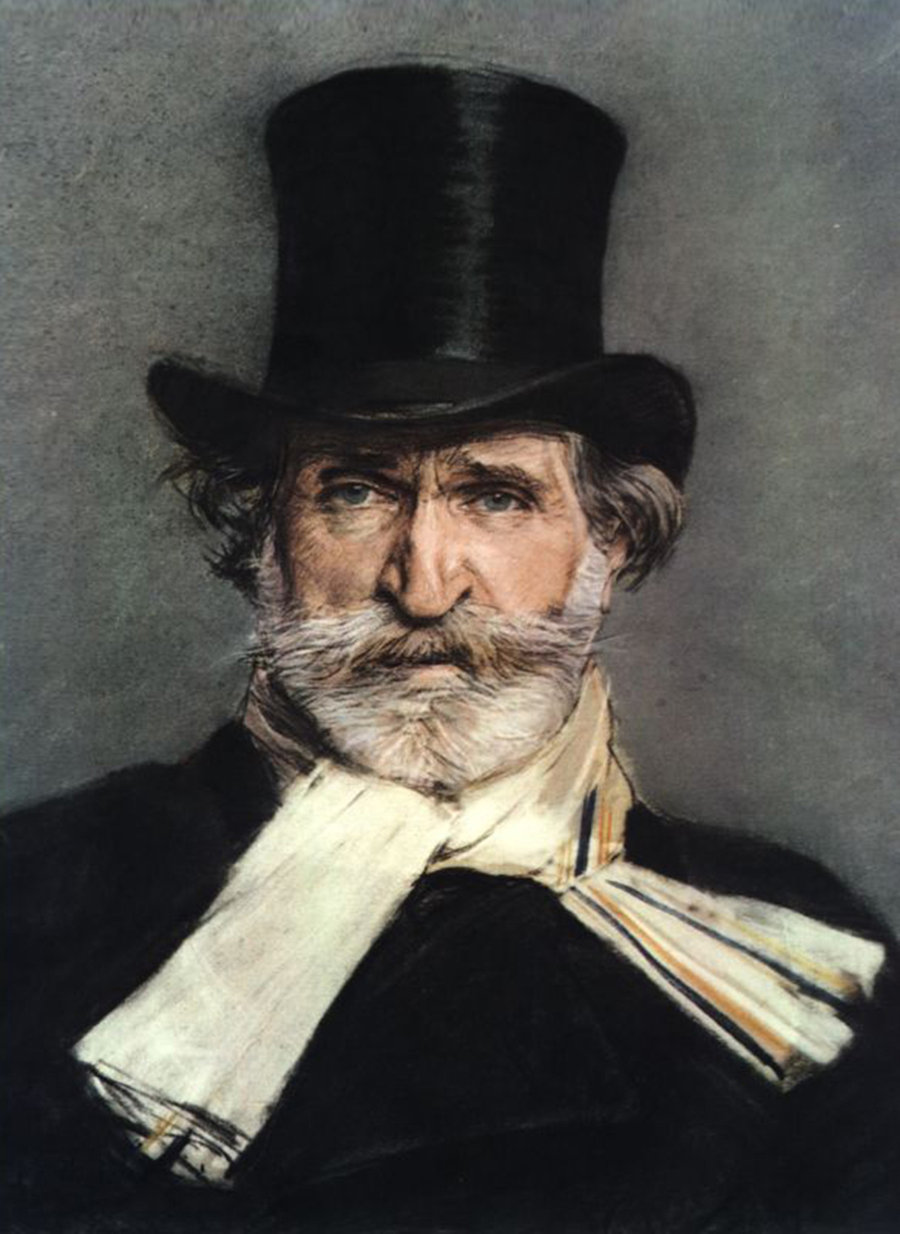
Giuseppe Verdi.

En 1841 Giuseppe Verdi ingresó con el estreno de la obra Oberto, Conte di San Bonifacio. Verdi se consolidó como el verdadero dominador del Teatro en la segunda mitad del siglo XIX a partir de sus obras Alzira y Luisa Miller.
Entre los directores designados por el Teatro San Carlo está el famoso y excéntrico arpista y compositor francés Nicolas Bochsa (1789–1856); Anna Bishop, la prima donna, lo acompañó. Él condujo varias óperas (1844–1845) en el San Carlo.

### Tiempos recientes
En los últimos años el teatro volvió a tener una intensa actividad basada en la recuperación de óperas bufas del siglo XVIII de la escuela napolitana. Por eso se presentan grandes obras antiguas como La serva padrona e Il Flaminio, de Pergolesi, La schiava liberata de Jommelli; L'idolo cinese, Il divertimento dei Numi, L'osteria di Marechiaro y Pulcinella vendicato, de Paisiello.
En 2002 y 2003 el teatro recibió el premio de mejor espectáculo del año por las óperas Königskinder de Engelbert Humperdinck y Elektra de Richard Strauss.
Aunque después de la caída del Reino de las Dos Sicilias el Teatro de San Carlos empezó a declinar, la gloria de esta iniciativa borbónica sigue iluminando la historia de la música y de la cultura napolitana e italiana.[cita requerida]

## Directores musicales
| - Elio Boncompagni (1979-1982) - Salvatore Accardo (1993-1995) - Gabriele Ferro (1999-2004) - Gary Bertini (2004-2005) | - Jeffrey Tate (2005-2010) - Maurizio Benini (2010-2011; como director principal invitado) - Nicola Luisotti (2012-2014) - Juraj Valcuha (2016-); Zubin Mehta (2016-; como director honorario) |